# Ōkuma (Fukushima)
Ōkuma (jap. 大熊町, -machi) ist eine Geisterstadt in Japan im Landkreis Futaba in der Präfektur Fukushima. Der Name heißt wörtlich übersetzt „Großer (大) Bär (熊)“ und wird mit dieser Schreibweise auch für die Sternenkonstellation des Großen Bären/Wagen (大熊座) verwendet.

## Geografie

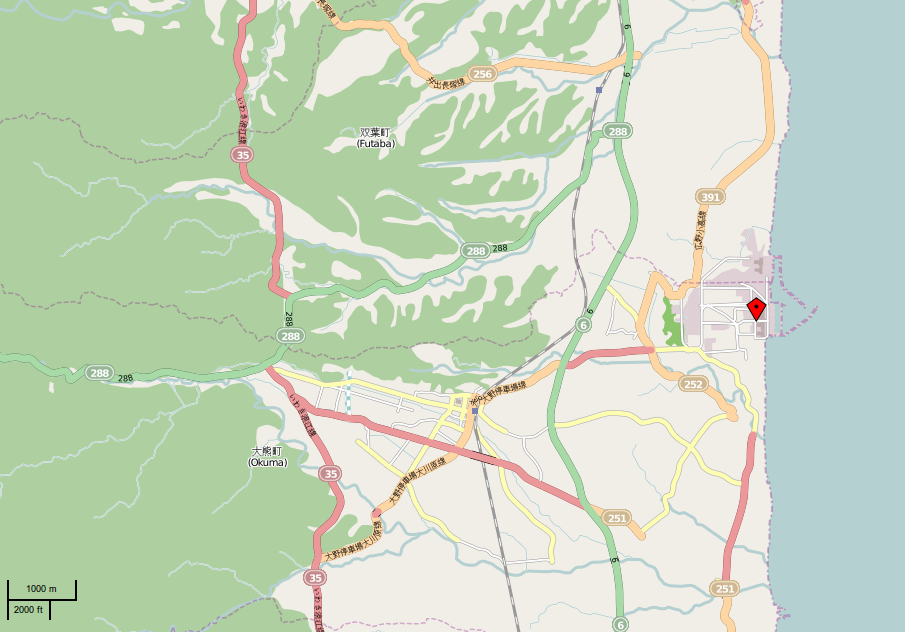
Lage der Ortskerne von Ōkuma und Futaba, westlich des Kernkraftwerks Fukushima Daiichi (rote Positionsmarkierung)

Ōkuma liegt an der ostjapanischen Pazifikküste und damit in der Küstenregion Hamadōri der Präfektur Fukushima. Die Besiedlung konzentrierte sich hauptsächlich entlang des Flusses Kuma, vor allem innerhalb des Ortszentrums Ōno etwa 5 km von der Küste entfernt und dem Ortsteil Kumamachi in der Nähe der Flussmündung.
Entlang des Nordteils der Küste befanden sich zahlreiche Industrieunternehmen. Mehr als 1,5 km² des gewerblichen Areals wird jedoch auch weiterhin vom Kernkraftwerk Fukushima Daiichi genutzt.
Die westliche Hälfte des Stadtgebietes gehört zum Abukuma-Hochland (阿武隈高地, -kōchi) und war aufgrund seines sehr bergigen Charakters kaum besiedelt und von Wäldern geprägt.
Umgeben ist Ōkuma von den Gemeinden Futaba im Nordosten, Namie im Nordwesten, Tamura im Westen, Kawauchi im Südwesten und Tomioka im Südosten.

## Geschichte
Die Gemeinde entstand am 1. November 1954 aus dem Zusammenschluss der beiden Dörfer Ōno (大野村, -mura) und Kumamachi (熊町村, -mura). Aus deren beiden Ortsnamen wurde auch jener der neuen Stadt gebildet.

### Tōhoku-Erdbeben, -Tsunami und Nuklearkatastrophe 2011

#### Schäden und Opfer
Ōkuma wurde am 11. März 2011 vom Erdbeben von Tōhoku und dem davon ausgelösten Tsunami getroffen. 61 Wohngebäude wurden völlig, 95 teilweise zerstört. Durch die vom Erdbeben ausgelöste Nuklearkatastrophe von Fukushima musste in deren Verlauf die Stadt komplett evakuiert werden und eine Umsiedlung der Bevölkerung sowie der Stadtverwaltung nach Aizu-Wakamatsu im Westen der Präfektur durchgeführt werden.
Die Brand- und Katastrophenschutzbehörde (Fire and Disaster Management Agency, FDMA) meldete bis zu ihrem 145. Schadensbericht vom 13. März 2012 46 Tote und einen Vermissten für Ōkuma als Folge der Tōhoku-Dreifachkatastrophe von 2011, erhöhte ihre Angabe dann in ihrem 146. Schadensbericht vom 28. September 2012 auf 78 Tote und einen Vermissten und bis zum 158. Schadensbericht vom 7. September 2018 auf 136 Tote.
Gemessen an der Gesamtbevölkerung Ōkumas, die bei der Volkszählung von 2010 mit 11.515 angegeben worden war, betrug die Opferquote durch die Katastrophe von 2011 1,2 %, wenn alle in dem 157. FDMA-Schadensbericht registrierten Toten und Vermissten berücksichtigt werden.

#### Evakuierung
Als Gegenmaßnahme zur Nuklearkatastrophe wurde ein Sperrgebiet um das Kernkraftwerk Fukushima Daiichi in einem Umkreis von 20 km ausgewiesen. Es gab jedoch auch jenseits dieses 20-km-Radius viele andere Standorte mit hohen Strahlungswerten, da radioaktive Partikel über den Wind aus dem havarierten Kraftwerk fortgetragen wurden. Zu diesen Orten zählten Ōkuma sowie 10 weitere Dörfer und Städte, darunter Minamisōma, Naraha, Tomioka, Kawauchi, Futaba, Namie, Katsurao, Iitate, Tamura und Kawamata. Diese Regionen wurden entsprechend ihrer radioaktiven Belastung nach der Erlassung der Evakuierungsanordnungen vom 7. Mai 2013 in folgende vier verschiedene Kategorien eingeteilt: Gebiete mit einer Strahlenbelastung von weniger als 20 mSv pro Jahr, die von der Regierung als Schwellenwert für eine dauerhafte Rückkehr behandelt wurde, bildeten die Kategorie 1. Gebiete dieser Kategorie 1 konnten die Einwohner nach eigenem Ermessen und ohne Einsatz von Schutzausrüstung betreten mit der einzigen Einschränkung, dass sie dort nicht übernachten durften. Diese Gebiete waren bereit für eine Aufhebung des Evakuierungsbefehls. In Gebieten mit einer Strahlenbelastung zwischen 20 und 50 mSv pro Jahr (Kategorie 2) war den Einwohnern ein dauerhafter Aufenthalt untersagt. Gebiete mit über 50 mSv pro Jahr (Kategorie 3) wurden als langfristig ungeeignet für eine Rückkehr der Einwohner angesehen. Einen Sonderstatus nahm ein viertes Evakuierungsgebiet ein.
Da die Dekontaminierung radioaktiv belasteter Gebiete eine lange Zeit in Anspruch nimmt, begannen die Kommunalverwaltungen von Namie, Ōkuma, Futaba und Tomioka Ende 2011, „temporäre Städte“ oder Migrantengemeinschaften für die aus ihren ursprünglichen Gemeinden Vertriebenen zu planen. Sowohl Gemeindeverwaltungen und öffentliche Einrichtungen als auch die Einwohner wurden in diese temporären Städte verlegt. Im Dezember 2011 formulierte die Präfekturverwaltung von Fukushima einen Wiederaufbauplan, dessen Grundkonzepte darin bestanden, eine sichere und nachhaltige Gesellschaft ohne Kernenergie aufzubauen, Fukushima neu zu beleben und Städte wiederherzustellen. Im März 2012 wurde ein Gesetz der „besonderen Maßnahmen für die Wiedergeburt von Fukushima“ erlassen. Im Juli 2012 verabschiedete das Kabinett grundlegende Richtlinien für den Wiederaufbau in Fukushima, die das Ziel verfolgten, den Wiederaufbau und die Wiederbelebung nach dem Nuklearunfall in ganzheitlicher Weise zu fördern. Von September 2012 bis März 2013 formulierten die vier Gemeinden Namie, Ōkuma, Futaba und Tomioka – in die die Einwohner nicht zurückkehren konnten – Sanierungspläne. Da nicht bekannt war, wann die Menschen in ihre Heimatgemeinden zurückkehren könnten, umfassten die Pläne die Umsiedlung in andere Gemeinden, aber keinen detaillierten Wiederaufbau der ursprünglichen Gemeinden.
Sperrgebiet
Das Gebiet Ōkumas lag vollständig innerhalb des ausgewiesenen Sperrgebiets. Am 10. Dezember 2012 wurde Ōkuma aus der Sperrzone ausgegliedert und stattdessen nach radioaktiver Belastung gestaffelt in die drei Zonen der Kategorien 1 (Gebiet bereit für Aufhebung des Evakuierungsbefehls), 2 (Einwohnern ist dauerhafter Aufenthalt untersagt) und 3 (langfristig ungeeignet für Rückkehr der Einwohner) eingeteilt. Am 31. März und 1. April 2017 hob die japanische Regierung die Evakuierungsbefehle für rund 32.000 Einwohner aus den vier strahlenbelasteten Gemeinden Iitate, Kawamata, Namie und Tomioka auf, denen somit wieder erlaubt war, in ihre Häuser zurückzukehren. Die einzigen Orte, die damit noch Gegenstand von Evakuierungsbefehlen waren, waren Futaba und Ōkuma sowie Teile der fünf benachbarten Städte und Dörfer Minamisōma, Iitate, Namie, Tomioka und Katsurao. 2019 durften die Bewohner teilweise nach Ōkuma zurück. Der größere Teil der Stadt, darunter das Zentrum, gilt noch immer nicht als dauerhaft bewohnbar.

## Verkehr
Wichtige Fernstraßen in der Gemeinde waren die Nationalstraße 6 nach Chūō oder Sendai, sowie die Nationalstraße 288 nach Kōriyama oder Futaba.
Anbindung an das Schienennetz bestand über die JR-Jōban-Linie nach dem Bahnhof Ueno in Tokio oder Toride. Einziger Bahnhof der Stadt war Ōno.

## Bildung
In der Stadt befanden sich die Grundschulen Ōno und Kumamachi sowie die Mittelschule Ōkuma und die präfekturale Futaba-Shōyō-Oberschule (双葉翔陽高等学校).
Aufgrund der Evakuierung nach Aizu-Wakamatsu wurde dort eine neue Grund- und Mittelschule für die Kinder von Ōkuma eröffnet.

## Städtepartnerschaften
Schwesterstadt von Ōkuma ist seit März 1991 Bathurst im australischen Bundesstaat New South Wales.